# Isaiah Pola-Mao
Isaiah Pola-Mao (Phoenix, 30 giugno 1999) è un giocatore di football americano statunitense che milita nel ruolo di safety per i Las Vegas Raiders della National Football League (NFL). Al college ha giocato per l'Università della California del Sud. È nipote del Hall of Famer Troy Polamalu.

## Carriera universitaria
Pola-Mao, originario di Phoenix in Arizona, ha iniziato a giocare a football, mettendosi da subito in grande evidenza, alla Mountain Pointe High School dove ha pure fatto parte delle squadre di basketball e atletica. Pola-Mao ricevette offerte per andare a giocare a football in vari college, come l'Università statale dell'Arizona, l'Università del Nebraska-Lincoln, Notre Dame e l'Università statale del Michigan scegliendo però di iscriversi nel 2017 all'Università della California del Sud (USC) dove andò a giocare con gli USC Trojans impegnati nella Pacific-12 Conference (Pac-12) della Divisione I della Football Bowl Subdivision (FBS) della NCAA.
Nel suo primo anno al college fu redshirt, ossia poteva allenarsi ma non disputare gare ufficiali, in quanto prima dell'inizio della stagione subì in allenamento un infortunio alla spalla che richiese un intervento chirurgico e gli impedì di giocare per l'intero anno. Nel 2018 disputò le prime due gare stagionali, per altro da titolare, ma subì un nuovo infortunio, riportando una lussazione a una spalla che richiese un altro intervento chirurgico che gli fece saltare il resto della stagione. Nella stagione 2019 poté finalmente esprimere le sue potenzialità giocando in tutte le 13 partite disputate dai Trojans, 12 da titolare. Nel 2020 fu nominato capitano della squadra e disputò da titolare tutte e 6 le partite della stagione accorciata a causa della pandemia di COVID-19. Nella stagione 2021 fu co-capitano della squadra e giocò in 11 partite su 12, di cui 9 da titolare.
Negli anni coi Trojans Pola-Mao mise in evidenza le sue doti atletiche e di difensore versatile: interpretó il ruolo di free safety dimostrando la sua grande abnegazione e la capacità di giocare in tutte le posizioni difensive, dal centro dello schieramento per intercettare le corse dei running back al fondo campo per chiudere i passaggi verso i wide receiver e, in vista del Draft NFL 2022, il suo profilo versatile fu considerato da varie squadre.
Statistiche al college
| Stagione | Stagione | Stagione   | Stagione   | Stagione | Stagione | Difesa   | Difesa   | Difesa   | Difesa   | Difesa   | Difesa   |
| Anno     | Squadra  | Campionato | Conference | P        | PT       | T. tot.  | T. sol.  | T. ass.  | Sack     | Int      | FF       |
| -------- | -------- | ---------- | ---------- | -------- | -------- | -------- | -------- | -------- | -------- | -------- | -------- |
| 2017     | USC      | FBS Div. I | Pac-12     | -        | -        | redshirt | redshirt | redshirt | redshirt | redshirt | redshirt |
| 2018     | USC      | FBS Div. I | Pac-12     | 2        | 2        | 8        | 4        | 4        | 0,0      | 0        | 0        |
| 2019     | USC      | FBS Div. I | Pac-12     | 13       | 12       | 73       | 45       | 28       | 1,5      | 4        | 1        |
| 2020     | USC      | FBS Div. I | Pac-12     | 6        | 6        | 40       | 19       | 21       | 0,0      | 1        | 0        |
| 2021     | USC      | FBS Div. I | Pac-12     | 11       | 9        | 57       | 41       | 16       | 0,0      | 0        | 0        |
| Totale   | Totale   | Totale     | Totale     | 32       | 29       | 178      | 109      | 69       | 1,5      | 5        | 1        |

Fonte: Football Database
In grassetto i record personali in carriera

## Carriera professionistica

### Las Vegas Raiders
Pola-Mao non fu scelto nel corso del Draft NFL 2022 e il 12 maggio 2022 firmò da undrafted free agent con i Las Vegas Raiders un contratto annuale da 705 000 dollari. Nei Raiders ritrovò suo prozìo Kennedy Polamaru nel ruolo di assistente allenatore dei running back.

#### Stagione 2022
Il 30 agosto 2022 Pola-Mao rientrò nel roster attivo della squadra: fu uno dei soli quattro undrafted free agent, sui 15 iniziali, a riuscirci.
Pola-Mao esordì da professionista nella NFL il 18 settembre 2022 nella partita di settimana 2, la sconfitta 23-29 contro gli Arizona Cardinals, giocando per gli special team. Il 29 settembre 2022 Pola-Mao fu svincolato dai Raiders per poi essere aggregato alla squadra di allenamento due giorni dopo. Il 9 novembre 2022 Pola-Mao tornò nel roster attivo dei Raiders, dove si era creato posto per una safety dopo che era stato svincolato Johnathan Abram. Nella gara del tredicesimo turno, la vittoria 27-20 contro i Los Angeles Chargers, Pola-Mao mise a segno il suo primo sack in carriera su Justin Herbert.
Concluse la sua stagione da rookie con 11 presenze, nessuna da titolare, 20 tackle e 1,0 sack.

#### Stagione 2023
Il 29 agosto 2023 Pola-Mao fu confermato nel roster attivo dei Raiders. Con gli arrivi 
del veterano Marcus Epps dalla free agent e del rookie Christopher Smith II scelto al draft, e con le conferme di Trevon Moehrig e Roderic Teamer, ad inizio stagione Pola-Mao si trovò come ultima riserva tra le safety. Dopo aver giocato solo 33 snap difensivi nelle prime dieci partite stagionali, nella gara dell'undicesimo turno, la sconfitta 13-20 contro i Miami Dolphins, giocò la maggior parte della partita in sostituzione dell'infortunato Epps, collezionando sette tackle e il suo primo intercetto in carriera su passaggio di Tua Tagovailoa. Concluse il suo secondo anno da professionista con 16 presenze, 20 tackle, un intercetto e un sack.

#### Stagione 2024
Il 21 marzo 2024 Pola-Mao fu confermato per un altro anno con i Raiders. Entrò nella sua terza stagione da professionista come una solida riserva per il reparto difensivo e gli special team. Nella gara del quarto turno, la vittoria 20-16 contro i Cleveland Browns, giocò la sua prima partita da titolare in carriera, in cui mise a tabellino un sack e un passaggio deviato nell'ultimo quarto di gioco. Nel sedicesimo turno fu premiato come miglior difensore della AFC della settimana dopo avere forzato due fumble in due drive consecutivi, oltre a 9 placcaggi, nella vittoria sui Jacksonville Jaguars. Terminò la stagione giocando in tutte le 17 partite disputate dai Raiders, 14 come titolare, collezionando 89 tackle, di cui 57 in solitaria, due fumble forzati, cinque passaggi deviati e un sack.

#### Stagione 2025
Il 24 febbraio 2025 Pola-Mao firmò un rinnovo biennale con i Raiders per 8,45 milioni di dollari.

## Palmarès
- Difensore della AFC della settimana: 1

16ª del 2024

## Statistiche

### Stagione regolare
| Stagione | Stagione | Stagione | Stagione | Difesa  | Difesa  | Difesa  | Difesa | Difesa | Difesa  | Difesa  |
| Anno     | Squadra  | P        | PT       | T. tot. | T. sol. | T. ass. | Sack   | Int.   | P. dev. | F. for. |
| -------- | -------- | -------- | -------- | ------- | ------- | ------- | ------ | ------ | ------- | ------- |
| 2022     | LV       | 11       | 0        | 20      | 14      | 6       | 1,0    | 0      | 0       | 0       |
| 2023     | LV       | 16       | 0        | 20      | 14      | 6       | 1,0    | 1      | 1       | 0       |
| 2024     | LV       | 17       | 14       | 89      | 57      | 32      | 1,0    | 0      | 5       | 2       |
| Totale   | Totale   | 44       | 14       | 129     | 85      | 44      | 3,0    | 1      | 6       | 2       |

Fonte: Football Database
Statistiche aggiornate alla stagione 2024

## Famiglia
Pola-Mao è nipote di Troy Polamalu vincitore di due Super Bowl con i Pittsburgh Steelers, il XL e il XLIII, otto volte convocato al Pro Bowl e membro dal 2020 della Pro Football Hall of Fame.
La famiglia di Pola-Mao ha espresso, oltre allo zio Troy, vari giocatori di football di alto livello: il padre di Pola-Mao, Tracey, ha giocato con l'Università statale di San Diego e poi con gli Arizona Rattlers dell'Arena Football League, il fratello Matthew ha giocato con i Kansas State Wildcats e con gli Arizona State Sun Devils e il prozìo Kennedy Polamalu prima di allenare nelle franchigie professionistiche della NFL ha giocato con gli USC Trojans e ha ricoperto poi il ruolo di assistente allenatore dei running back con gli UCLA Bruins.